# Walter Monich
Walter Monich, italianizzato ed identificato come Gualtiero d'Alemagna (in latino Gualterius de Monich (de Monicho, de Monico o de Monaco) o Gualterius de Alamania (o de Alemania); Monaco di Baviera, XIV secolo – XV secolo), è stato uno scultore tedesco.

## Biografia

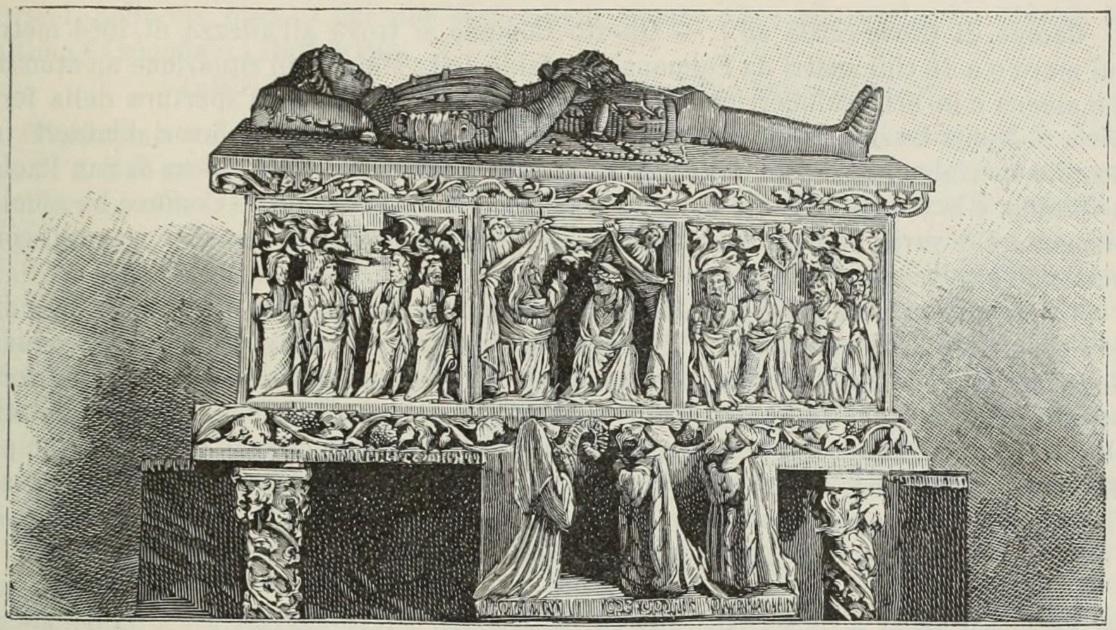
Monumento funebre a Restaino Caldora, Abbazia di Santo Spirito al Morrone, Sulmona, 1412

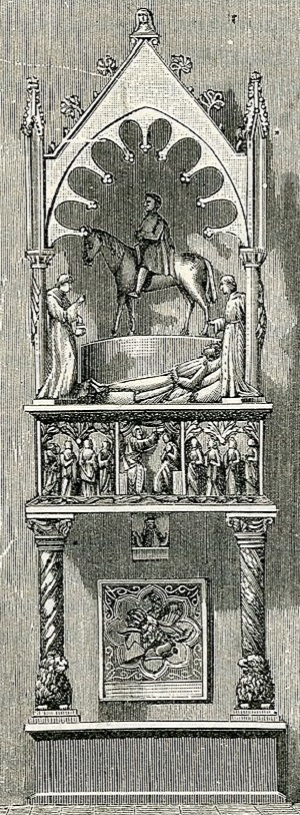
Monumento funebre a Pietro Lalle Camponeschi, Basilica di San Giuseppe Artigiano, L'Aquila, 1432

Walter Monich nacque nel XIV secolo a Monaco di Baviera, in Germania, da Giovanni, e nella prima metà del XV secolo lavorò soprattutto in Italia.
Fu uno degli artisti stranieri che operò, tra la fine del XIV e gli inizi del XV secolo, nel cantiere della fabbrica del Duomo di Milano per decorare esternamente ed internamente il complesso architettonico con la costruzione di capitelli, cornici e statue. Il Monich si mise in risalto come direttore del gruppo degli scultori stranieri, seguenti stili architettonici omogenei quali soprattutto il tardo gotico d'oltralpe, basato su un'esecuzione dura e rapida sia nell'insieme che nei particolari. Ciò in contrasto con la differente impronta stilistica lasciata da artisti dotati di grandi qualità individuali, come Cristoforo Solari, Giovannino de' Grassi, Jacopino da Tradate e Matteo Raverti. Al Monich vengono attribuite le statue del Profeta, San Giovanni Evangelista, San Taddeo e Santo Stefano, realizzate in collaborazione con Jacopino da Tradate, in base alle informazioni riportate negli Annali della fabbrica del Duomo.
A causa delle difficoltà della fabbrica del Duomo, Walter Monich abbandonò Milano nel 1410, per trasferirsi dapprima nel cantiere del Duomo di Orvieto e successivamente in Abruzzo.
Lo storico d'arte Adolfo Venturi identificò Walter Monich con l'artista Gualtiero d'Alemagna, che nel 1412 firmò il mausoleo a Restaino Caldora, su commissione della madre del defunto Rita Cantelmo, nell'abbazia di Santo Spirito al Morrone di Sulmona, caratterizzato da un gusto gotico nordico, così simile a quello a Pietro Lalle Camponeschi, fatto realizzare nel 1432, già prima della sua morte, dalla di lui madre Beatrice Gaglioffi nella basilica di San Giuseppe Artigiano dell'Aquila. In quest'ultima opera, sia l'arca decorata con scene a bassorilievo, come gli Apostoli e l'Incoronazione della Vergine, che la statua equestre del condottiero sono definibili in stile gotico. I documenti storici attribuiscono al Monich anche il mausoleo a Niccolò Gaglioffi, scolpito nel 1415 su incarico della di lui vedova Maruccia Camponeschi all'interno della chiesa di San Domenico dell'Aquila ma andato perso con il terremoto del 1703. Per di più, analisi recenti hanno accostato allo scultore tedesco, morto nel corso del XV secolo, l'Annunciazione di Tocco da Casauria, in precedenza attribuita all'artista Nicola Gallucci, composta dai due blocchi distinti l'Angelo annunciante e la Vergine annunciata in pietra della Maiella e databile tra il 1410 e il 1415, fino agli inizi del XX secolo contenuta in un'edicola posta nei pressi della chiesa di San Domenico, e, inoltre, la statua quattrocentesca di San Giovanni Battista, collocata alla sinistra del portale della facciata della collegiata di Santa Maria Maggiore di Guardiagrele.

## Opere

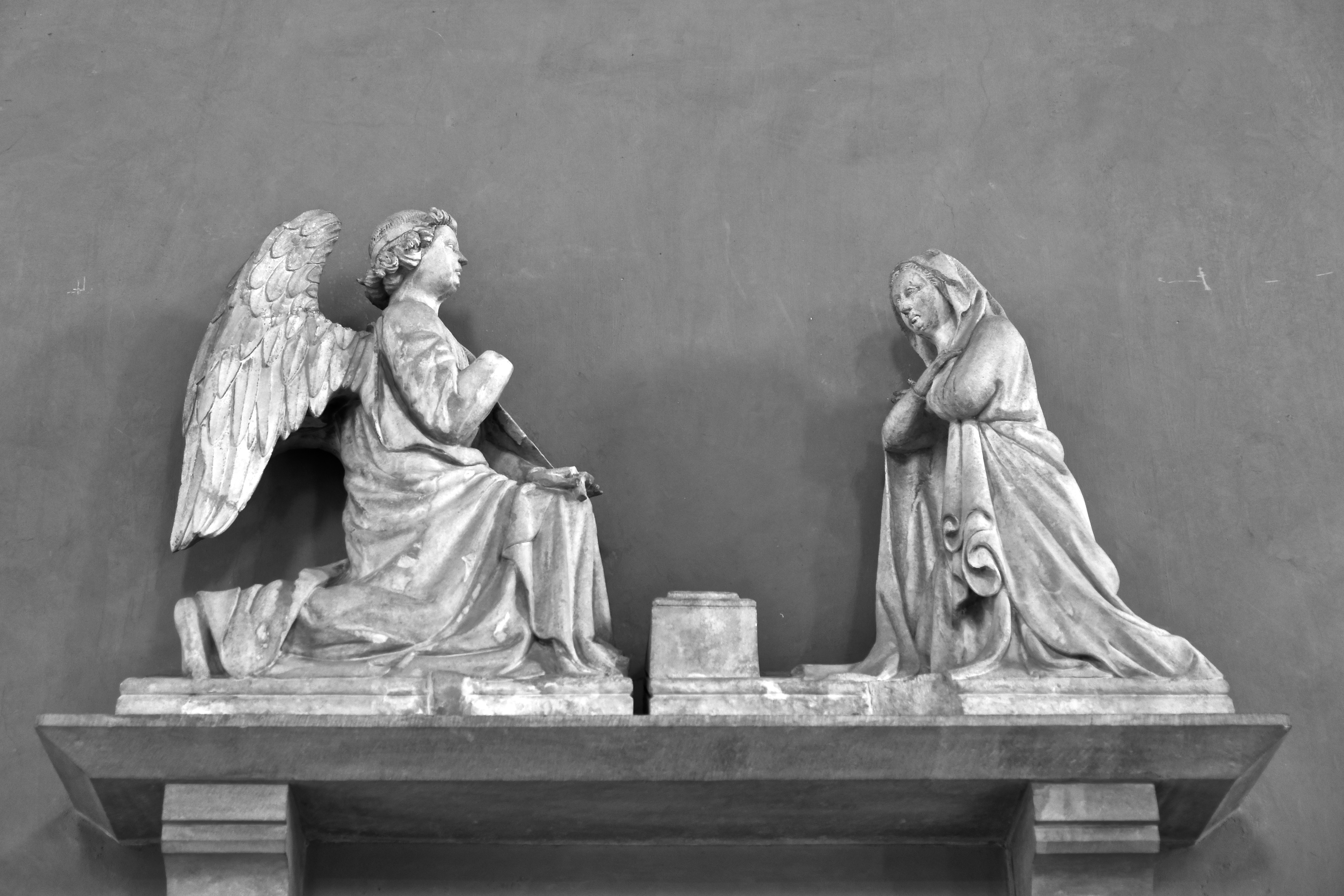
Annunciazione di Tocco da Casauria, Museo nazionale del Bargello, Firenze, 1410-1415 circa

- Statua del Profeta, Duomo di Milano, fine XIV e inizi XV secolo[4];
- Statua di San Giovanni Evangelista, Duomo di Milano, fine XIV e inizi XV secolo[9];
- Statua di San Taddeo, Duomo di Milano, fine XIV e inizi XV secolo[9];
- Statua di Santo Stefano, Duomo di Milano, fine XIV e inizi XV secolo[10];
- Monumento funebre a Restaino Caldora, Abbazia di Santo Spirito al Morrone di Sulmona, 1412[11];
- Monumento funebre a Niccolò Gaglioffi, Chiesa di San Domenico dell'Aquila, 1415[3];
- Annunciazione di Tocco da Casauria, Museo nazionale del Bargello di Firenze[12], 1410-1415 circa[8];
- Statua di San Giovanni Battista, Collegiata di Santa Maria Maggiore di Guardiagrele, anni venti del XV secolo[9];
- Monumento funebre a Pietro Lalle Camponeschi, Basilica di San Giuseppe Artigiano dell'Aquila, 1432[11].